# Mascha-Kaléko-Grundschule
Die Mascha-Kaléko-Grundschule ist eine 1902 gegründete Grundschule im Berliner Ortsteil Mariendorf des Bezirks Tempelhof-Schöneberg. Sie gilt als einer der Vorreiter bei der Ganztagsbetreuung. Von 1956 bis 2018 hieß die Schule Ludwig-Heck-Grundschule.

## Schulbetrieb
Die Mascha-Kaléko-Grundschule ist eine zwei- bis dreizügige Grundschule für die erste bis sechste Jahrgangsstufe und wird getragen vom Land Berlin, vertreten durch das Bezirksamt Tempelhof-Schöneberg. Die Schule bietet in drei Gebäuden, wovon das älteste aus dem Jahr 1902 stammt, offene Ganztagsbetreuung, Wahlpflichtunterricht, Berufsorientierung, externe Sozialarbeiter, Lesepaten sowie zwei Schulbegleithunde und verfügt unter anderem über eine Mensa, eine Turnhalle, einen Spielplatz sowie einen Schulgarten. Unterstützt wird der Schulbetrieb von einem Förderverein. Zudem ist die Schule am Bonus-Programm zur Lernmittelbefreiung des Berliner Senats beteiligt.
Im Schuljahr 2017/18 besuchten rund 390 Schülerinnen und Schüler die Schule und wurden dabei von 33 Lehrkräften unterrichtet.

## Geschichte

### II. Gemeindeschule Mariendorf
Am 4. März 1902 begann offizielle der Unterricht an der II. Gemeindeschule Mariendorf bei Berlin. Am Unterricht nahmen Jungen und Mädchen gemeinsam teil, wobei im ersten Jahr Räume in verschiedene Mariendorfer Schulgebäuden genutzt wurden. Erst im Frühjahr 1903 war das neue Schulgebäude im Jugendstil für die II. Gemeindeschule in der Mariendorfer Ackerstraße 2–4 fertiggestellt und konnte bezogen werden. 1906 wurde die Ackerstraße in Königstraße umbenannt und die Schule bekam ihre heutige Adresse.

### 7. Grundschule Berlin-Tempelhof
Bei der Bildung Groß-Berlins im Jahr 1920, wurde aus der II. Gemeindeschule Mariendorf die 7. Grundschule Berlin-Tempelhof. Im Verlauf des Zweiten Weltkriegs wurden weite Teile des Schulgebäudes sowie die Turnhalle zerstört. Ab 1955 wurde der abgegangene Westflügel als Anbau an das historische Gebäude im Stil der Nachkriegsmoderne ersetzt und damit ein späterer Denkmalschutz verwirkt. Mit seiner Fertigstellung 1956 bekam die Schule  den Namen des bekannten Berliner Zoodirektors Ludwig Heck.

### Ludwig-Heck-Grundschule
Der Berliner Senat genehmigte 1958 auf Initiative des Tempelhofer Bezirksschulrats Carl-Heinz Evers sowie des Rektors der Ludwig-Heck-Grundschule, Wilhelm Jung, einen dreijährigen Modellversuch zur Ganztagsbetreuung. Ziel war es, durch ganztägigen Unterricht mit erzieherischer Betreuung für sogenannte „Schlüsselkinder“ die fehlende elterliche Betreuung zu ersetzen und durch Nachmittagsaktivitäten Leistung und Verhalten der Schüler positiv zu beeinflussen. In Folge wurden an der Ludwig-Heck-Grundschule 160 Schüler am Nachmittag betreut und mit Essen versorgt. Der Versuch wurde 1961 abgebrochen, weil die räumliche Ausstattung der Schule den Anforderungen nicht genügte und aufgrund der freiwilligen Teilnahme der Bedarf permanent unplanbar schwankte.
Im Jahr 1970 folgte die Errichtung einer zweigeschossigen Turnhalle gefolgt von einem separaten Neubau mit neun Klassenräumen und sechs Nebenräumen 1972. Eine Grundrenovierung des Altbaus wurde 1983 durchgeführt. Nach dem Fall der Berliner Mauer kam es ab 1989 zur Kontaktaufnahme und in der Folgezeit zu gemeinsame Veranstaltungen mit der 17. Grundschule Berlin-Lichtenberg. 1994 wurde der Freundes- und Förderkreis der Ludwig-Heck-Grundschule e. V. gegründet.
Jutta Kaddatz kam 1990 von der Nahariya-Grundschule in Lichtenrade als Konrektorin an die Ludwig-Heck-Grundschule. Sie wechselte 1997 an die benachbarte und wiedereröffnete Schätzelberg-Grundschule, in die auch einige Schüler aufgrund der Raumnot umverteilt wurden. Ab 2004 war Jutta Kaddatz in der Senatsbildungsverwaltung Leiterin der Projektgruppe Hort zur Implementierung des Ganztagsbetriebs an Grund- und Sonderschulen.
Das 100-jährige Bestehen der Grundschule wurde 2002 mit einem großen Spielefest gefeiert. Im Rahmen der Verlagerung des Hortbetriebes seit 2005 an die Schulen musste auch die Ludwig-Heck-Schule Klassenräume an den Freizeitbereich abgeben, was zu einer massiven Raumknappheit führte. Im Juli 2007 begann die Umgestaltung des Schulhofes vor dem Altbau. Er wurde dabei durch einen künstlichen Berg nebst Kletterwand und Rutsche entsiegelt. Die Einweihung fand am 8. April 2008 statt. Im Schuljahr 2010/11 wurde der Verbindungstrakt zur benachbarten und 2009 geschlossenen Hermann-Köhl-Oberschule für die Hortbetreuung der älteren Kinder umgebaut. Im Rahmen eines großen Sommerfestes wurde am 2. Juni 2012 das einhundertzehnjährige Bestehen der Schule gefeiert.
Im Oktober 2013 löste Sibylle Kähler-Schubert den langjährigen Schulleiter ab, der in den Ruhestand ging. Da zwischenzeitlich bekannt geworden war, dass es sich beim Namensgeber der Schule um einen überzeugten Protagonisten des NS-Regimes gehandelt hat, versuchte sie ab 2014 zusammen mit einer Elterninitiative bei der Schulbehörde eine Namensänderung zu erwirken.
Infolge der zunehmenden Raumnot wurde die Aufnahmekapazität der Schule dauerhaft auf eine Zweieinhalbzügigkeit beschränkt und für einige Zeit die 4. Klassen in das angrenzende Gebäude der Oberschule ausgelagert. Ab 2016 begann der Senat im Rahmen der Berliner Schulbauoffensive mit den Planungen für ihre Nachnutzung als Erweiterung der Grundschule. Hierfür wurden zwölf Millionen Euro in den Haushalt eingeplant.

### Mascha-Kaléko-Grundschule
In einem offenen Brief an das Berliner Abgeordnetenhaus forderten 2017 Wolfram Kastner vom Münchner Institut für Kunst und Forschung sowie Colin Goldner vom Forum Kritische Psychologie, beide Beiräte der Giordano Bruno Stiftung, die Umbenennung der Ludwig-Heck-Grundschule. Dies führte zu einer breiteren medialen Berichterstattung und die Fraktionen von SPD und Bündnis 90/Die Grünen beantragten noch im gleichen Jahr in der Bezirksverordnetenversammlung (BVV) Tempelhof-Schöneberg eine entsprechende Namensänderung. Die Grünen forderten zudem die Anbringung einer Hinweistafel zur NS-Vergangenheit des bisherigen Namensgebers und die Klärung der Frage wieso eine Person mit einer solchen Vergangenheit seit 1956 über Jahrzehnte Namensgeber einer Grundschule sein durfte. In Folge wurde die Namensänderung von aller bezirklichen Instanzen und der Schulverwaltung genehmigt und die Schulleitung benannte, nach intensiver Diskussion in der Schulkonferenz, die Schule zum 7. Juni 2018, dem 111. Geburtstag der neuen Namenspatin, nach der Dichterin Mascha Kaléko. Zeitgleich mit der Umbenennung übernahm der ehemalige Leiter der Wilma-Rudolph-Oberschule, Hans-Günther Bauer, die Schulleitung der Mascha-Kaléko-Grundschule zum Schuljahr 2018/2019 von Sibylle Kähler-Schubert.
Seit Februar 2020 ist Keith Zimmermann Leiter der Schule.

## Projekte und Auszeichnungen (Auswahl)
- 1958: Dreijähriger Modellversuch Ganztagsbetreuung, der aufgrund verschiedener Veröffentlichungen in Fachmedien aus der Zeit noch heute zu den bekannteren zählt.[6]
- Seit 2006: Sozialarbeit in Kooperation mit der Diakonie-Simeon.[17]
- 2011: Im Rahmen des Schulprojektes Schüler machen Medien war die Klasse 5b an der Entstehung des Artikels Sind Einzelkinder anders? beteiligt, der am 12. September 2011 in der Berliner Morgenpost veröffentlicht wurde.[18]
- Bis 2014: Der 2003 in Berlin eingeführte Modellversuch Flexible Schuleingangsphase mit jahrgangsübergreifendem Lernen in der Schulanfangsphase wurde über einige Jahre hinweg erprobt und zum Schuljahr 2014/2015 wieder eingestellt.[2]
- Seit 2015: Projekt Lernen mit Hund mit zwei ausgebildeten und zertifizierten Schulbegleithunden.[19]
- Seit 2017: Projekt Abenteuer Beruf für die Schülerinnen und Schüler der 6. Klassen zusammen mit der Initiative Berliner Schulpate des Berliner Handwerks zur Berufsorientierung.[20]